# 海老町
海老町（えびちょう）は、かつて愛知県南設楽郡にあった町。
1889年（明治22年）に町村制が施行されると南設楽郡海老村が発足し、1894年（明治27年）に町制を施行して海老町が発足した。1956年（昭和31年）に鳳来町に編入されて廃止された。2005年（平成17年）に鳳来町が新城市に編入され、現在は全域が新城市の一部である。

## 地理
寒狭川の支流海老川の上流部に集落が形成されていた。
河川
- 寒狭川
  - 海老川

### 大字
海老町には大字として海老、副川、連合、四谷、中島の5つが設定されていた。いずれも1889年（明治22年）以前に存在した村を再編したものである。海老は海老川と支流谷川・清水川の合流点周辺、副川は海老の南部の海老川流域、連合は海老の北側で清水川中流域から海老川上流域にかけての地域、四谷は連合の東の清水川上流域にあたり、中島は海老・副川の西側の寒狭川流域の地域である。
1956年（昭和31年）に鳳来町に編入された際、鳳来町の大字として海老、副川、連合、四谷、中島の5つが設定された。なお、副川は南に接する旧鳳来寺村にもある大字であるが、海老町側は「海老副川」と呼ばれる。
2005年（平成17年）に鳳来町が新城市へ編入され、新城市の大字として海老、副川、連合、四谷、中島の5つが設定された。2013年（平成25年）に鳳来北西部地域自治区が編成され、2016年（平成28年）に新城市立鳳来寺小学校が開校したことで、旧鳳来寺村と一体の地域とされることが多い。

## 歴史

### 近代
江戸時代の時点で、のちに海老町となる範囲には三河国設楽郡に属する10村が存在した。天正18年（1590年）に全域が吉田藩領（池田輝政領）、ついで慶長5年（1600年）には徳川氏領（幕府成立後は幕府領）となっていた。
以降数度の領主変更があり、江戸時代末期の時点では大部分が旗本海老菅沼氏領、一部が安藤氏領（磐城平藩領）であった。また分村があったため、村の数は13になっていた。これらの村のうち東・西海老村は伊那街道（中馬街道）の宿場町として栄えていたほか、江戸後期には海老菅沼氏の陣屋が置かれていた。

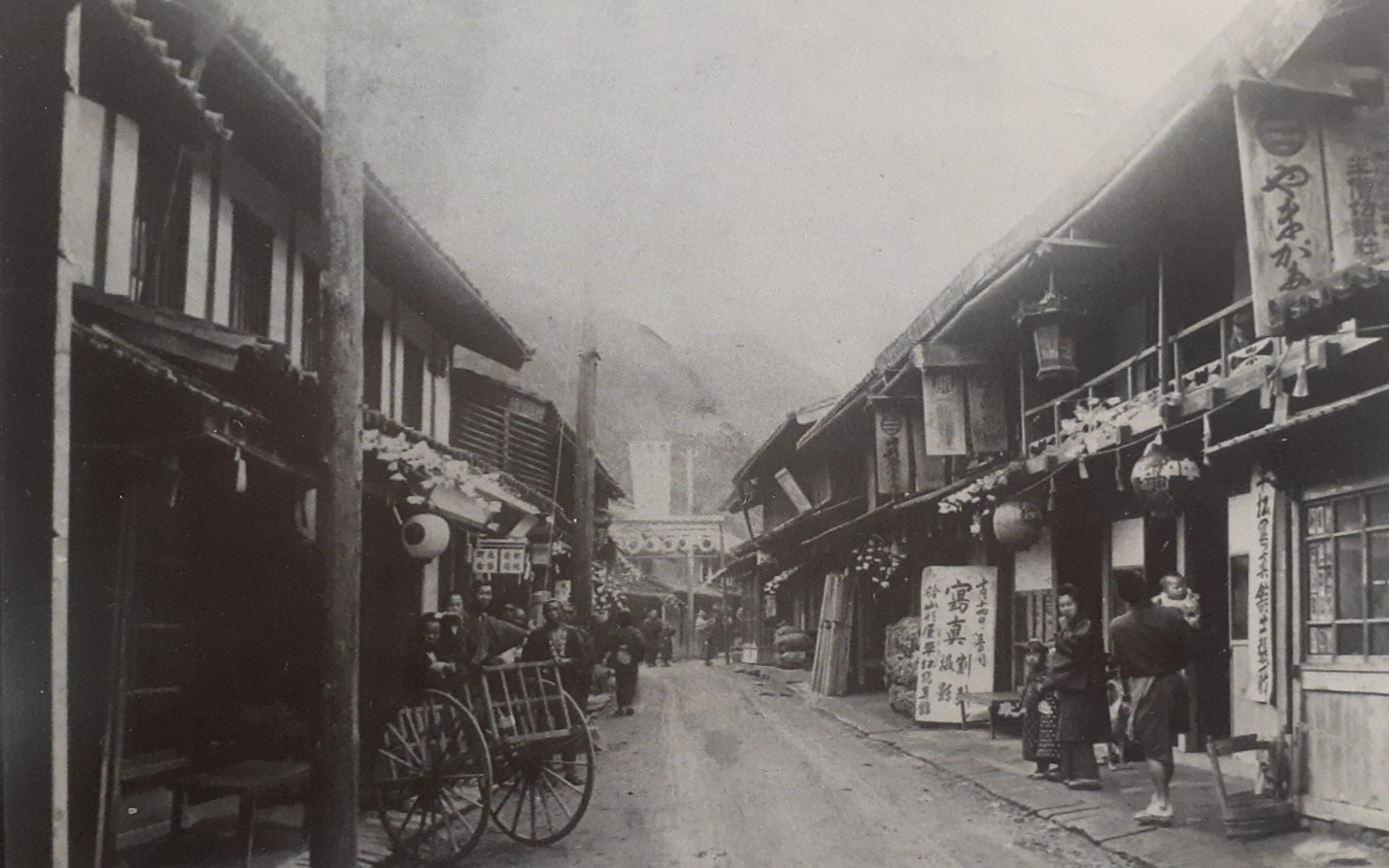
昭和初期の海老町

1878年（明治11年）に郡区町村編制法が施行されると設楽郡は南北に分割され、この13村はいずれも南設楽郡に属した。また、村の統合も進められ、1878年（明治11年）までに13村から5村に整理された。この5村が、町村制が施行された1889年（明治22年）に合併して海老村が発足、この海老村が5年後に町制を施行して海老町は成立した。南設楽郡では新城町に続く2番目の町である。

### 現代
しばらく自治体の統合が行われないまま推移したが、昭和の大合併の一環で、先に発足していた鳳来町に1956年（昭和31年）編入合併され、海老町は廃止された。

### 年表
- 天正18年（1590年） - 全域が吉田藩領となる[4]。
- 慶長5年（1600年） - 全域が徳川氏領（幕府領）となる[4]。
- 元和元年（1615年） - 海老村が東海老村・西海老村に分離[4]。
- 寛永17年（1640年） - 双瀬村（ならぜむら）・東海老村・西海老村・身平橋村（みだいら・みだればしむら）・小野村（おのむら）・真菰村（まこもむら）・方瀬村（ほうぜむら）・須山村（すやまむら）・山中村（やまなかむら）・湯島村（ゆしまむら）の10村が水野氏領（新城藩領）に[4]。
- 正保2年（1645年） - 上記10村が幕府領に復帰[4]。
- 慶安元年（1648年） - 大代村（おおしろむら）の一部を除く全域が旗本海老菅沼氏領に。同年、大代村から大林村（おおばやしむら）・布留宿村（ふるやどむら、後の古宿村）・小代村（こしろむら、ここのみ現・設楽町）の3村が分村[4]。
- 享和3年（1803年） - 大代村が安藤氏領（磐城平藩領）に[4]。これ以降領主関係の変更なし。

- 1878年（明治11年）[* 1]
  - 身平橋村・大林村・古宿村・大代村の4村が合併し、四谷村（よつやむら）が発足[5]。なお、大代村の飛び地は海老村に編入された[5][4]。
  - 双瀬村・大石村（おおいしむら）の2村が合併し、副川村（ふくがわむら）が発足[3]。なお、双瀬村の字川売（かおれ）・宮前と大石村の飛び地は海老村に編入された[3][4]。
  - 東海老村・西海老村の2村が合併、双瀬村・大石村・古宿村の各一部をあわせて海老村が発足[2][4]。
  - 須山村・方瀬村・真菰村・小野村の4村が合併し、連合村（れんごうむら）が発足[6][4]。
  - 山中村・湯島村の2村が合併し、中島村（なかじまむら）が発足[7][4]。
- 1889年（明治22年） - （旧）海老村・四谷村・連合村・中島村と副川村の一部（旧・双瀬村域）が合併し、（新）海老村が発足[2]。
- 1894年（明治27年） - 海老村が町制施行して海老町が発足[2]。
- 1956年（昭和31年）9月30日 - 海老町、八名郡山吉田村と共に南設楽郡鳳来町へ編入[8]され、海老町廃止。
- 2005年（平成17年）10月1日 - 鳳来町が新城市、作手村と合併して新たに新城市が発足。

## 交通
1929年（昭和4年）には田口鉄道（後の豊橋鉄道田口線）が開業し、海老町には三河海老駅と滝上駅が設置された。豊橋鉄道田口線は1968年（昭和43年）に廃止された。

## 教育
海老町には小学校2校と中学校1校が存在した。

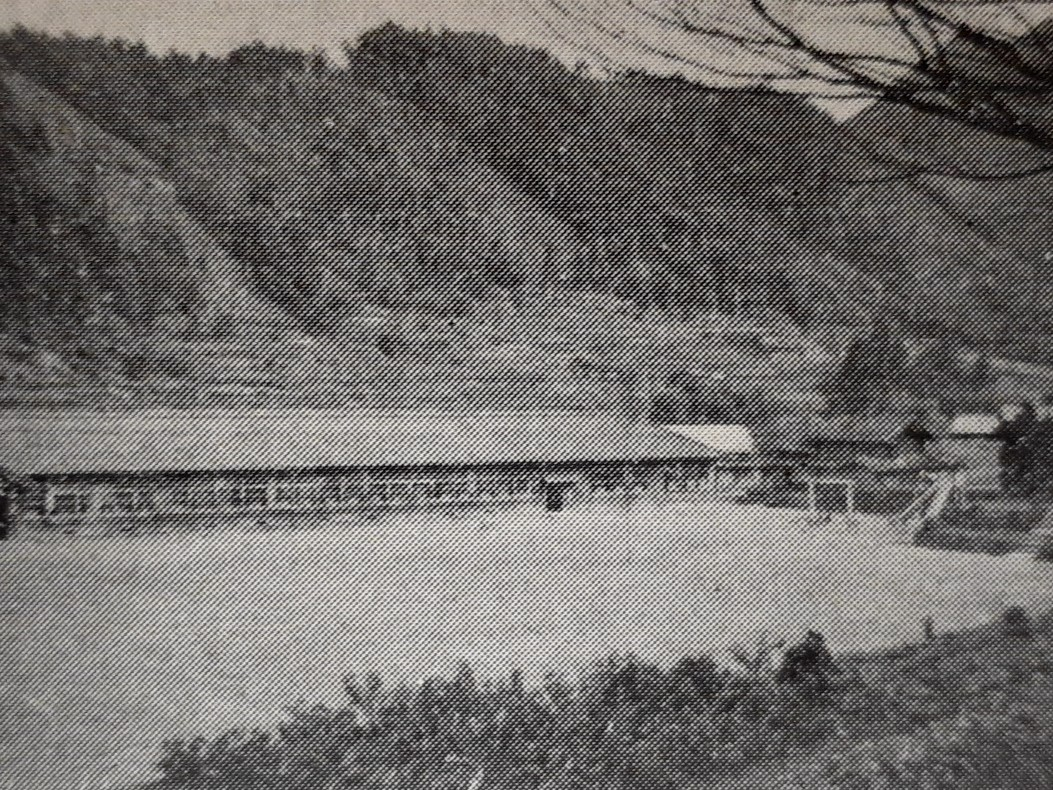
1954年の海老小学校

新城市編入後の2016年（平成28年）3月には海老小学校と連谷小学校が閉校となり、新城市立鳳来寺小学校に統合された。
- 海老町立海老小学校 - 海老に所在。1873年（明治6年）開校[2]。
- 海老町立連谷小学校 - 四谷に所在。1893年（明治26年）開校[5]。
- 海老町立海老中学校

## 郵便
- 海老郵便局 - 海老に所在。1873年開局[2]。現・鳳来海老郵便局。

## 娯楽
- 海老劇場 - 劇場・映画館[9]。